# Прокопчук Віталій Юрійович
Віта́лій Ю́рійович Прокопчу́к (1991-2022) — лейтенант Збройних Сил України, учасник російсько-української війни.

## Життєпис
Мешканець с. Здомишель,  Ратнівський район Волинської області.
Лейтенант, військовослужбовець ЗС України (підрозділ — не уточнено).
Загинув 2 березня 2022 року (орієнтовно) в боях за незалежність України з російськими окупантами (місце — не уточнено).

## Нагороди
- орден «За мужність» III ступеня (2022, посмертно) — за особисту мужність і самовіддані дії, виявлені у захисті державного суверенітету та територіальної цілісності України, вірність військовій присязі.